# 陳照丕
陳 照丕（ちん しょうひ、1893年4月8日 - 1972年12月30日）は太極拳の武術家である。字は積甫。河南省温県陳家溝の人。陳家太極拳第18世伝人。

## 人物・経歴
- 陳照丕は幼きより叔父陳発科から陳式太極拳を学び拳技、拳理に通じ、21歳の時には甘粛、河北等の地で陳式太極拳を教えた。
- 1926年、故郷、陳家溝に帰り温県国術社の教練に任じられた。
- 1928年8月、高名な漢方薬局である同仁堂の招きを受け北平（現在の北京市）に赴き、北平市政府、朝陽大学、中国大学など17箇所で陳式太極拳を教えた。
- 1930年、南京市長魏道明に請われ南京に赴き、市政府、僑務委員会、全国民営電業連合会など各所で伝授しつつ中央国術館の名誉教授を兼務した。代わりに北平に赴いたのが陳発科である。
- 1933年、全国運動会国術裁判（審判）員、全国国術大会裁判員を務めた。
- 1937年、抗日戦争が勃発し南京が陥落すると故郷へ帰り、範庭瀾将軍の部隊に入り武術教練を勤めるかたわら前線の作戦にも参加した。
- 1938年、洛陽にいたり第一戦区司令部、河南省教育庁などの国術教練を務めた。
- 1942年、陝西省西安市の黄河水利委員会の武術教官に招かれた。
- 1945年、抗日戦争終結後、河南省開封の黄河水利委員会に赴く。
- 1948年、開封が解放されると革命工作に参加し、黄河修防段保管員に任じられ、引き続き陳式太極拳を教えた。
- 1958年、退休し故郷温県に帰ると体育委員会の要請で、県直属機関、工場、学校などで教えた。
- 1960年、全国武術大会に参加すると“全国太極拳名家”の称号を被った。
- 1964年、全国武術協会委員に選ばれた。
- 1970年、温県体育運動委員会重建業余体育学校において王西安、朱天才、陳小旺、陳正雷など、後に陳家溝の四傑と呼ばれた老師達に教えた。
- 1972年、9月には河南登封県の全省武術大会、11月には山東省済南市の全国武術大会に温県武術隊を率いて参加したが、12月30日、黄疸性肝炎のため死去。享年80。
- 陳照丕老師は一生を陳式太極拳の普及と向上に捧げた。その技量は高く、徳も高かったとされる。
- 「陳家溝に対する貢献は陳照丕老師の方が陳発科老師よりも大きい」王西安・談。

## 主な著作
- 『陳式太極拳匯宗』
- 『太極拳入門』
- 『太極拳引蒙』
- 『太極拳理論十三篇』など多数